# Callandor
Callandor is een magisch zwaard in de fantasy boekenserie Het Rad des Tijds van schrijver Robert Jordan.
Callandor is een zwaard dat gemaakt is met De Ene Kracht. Het is een sa'angreaal, dit zijn voorwerpen waarmee een geleider een grotere hoeveelheid van De Ene Kracht kan geleiden, dan wat hij normaal gezien aan zou kunnen. Callandor is een van de machtigste sa'angrealen. Er wordt aangenomen dat een sterke geleider met Callandor in één klap een hele stad van de aardbodem kan wegvagen.
Er wordt aangenomen dat Callandor gemaakt is tijdens de Oorlog van Kracht (ook bekend als de Oorlog van de Schaduw). Het heeft de vorm van een kristallen kromzwaard en is de enige sa'angreaal die de vorm heeft van een wapen. Tijdens het Breken van de Wereld werd Callandor in de Steen van Tyr geplaatst en afgeschermd, zodat de krankzinnige mannelijke Aes Sedai er niet bij konden komen.
Eeuwenlang zweefde het zwaard in de Steen van Tyr in de zaal die bekendstaat als het Hart van de Steen. In de voorspellingen werd gezegd dat Callandor opgepakt zou worden door de Herrezen Draak. Deze voorspelling kwam uit toen Rhand Altor de Steen van Tyr veroverde. Nadat hij het zwaard had gebruikt in zijn strijd tegen Ishamael en tegen een aanval van trolloks, stak Rhand hem terug in de vloer (onder bescherming van De Ene Kracht). Dit als teken aan de bewoners en hoogheren van Tyr dat hij terug zou keren.
Later gebruikt Rhand Altor Callandor weer, als hij het opneemt tegen een groot leger van de Seanchanen.